# Víctor Guzmán
Víctor Alfonso Guzmán Guzmán (Guadalajara, 3 februari 1995) is een Mexicaans voetballer die speelt als middenvelder. In januari 2023 verruilde hij Pachuca voor Guadalajara. Guzmán maakte in 2018 zijn debuut in het Mexicaans voetbalelftal.

## Clubcarrière
Guzmán speelde in de jeugdopleiding van Guadalajara. Medio 2015 maakte hij de overstap naar Pachuca. Hier maakte hij op 12 augustus 2015 zijn professionele debuut, toen op bezoek bij Monterrey met 4–3 verloren werd. Ariel Nahuelpán (tweemaal) en Rubén Botta scoorden voor Pachuca, de tegentreffers kwamen van Rogelio Funes Mori, Dorlan Pabón, Miguel Ángel Herrera (eigen doelpunt) en Aldo de Nigris. Guzmán mocht van coach Diego Alonso in de basis starten en hij speelde het gehele duel mee. Op 24 januari 2016 kwam hij voor het eerst tot scoren. Op bezoek bij Club América stond Pachuca met 1—3 voor, toen Guzmán de eindstand besliste op 1–4. Tijdens de wedstrijd was hij ingevallen voor Jonathan Urretaviscaya. Ventura Alvarado opende de score met een eigen doelpunt, waarna Franco Jara en Hirving Lozano ook voor Pachuca scoorden. Rubens Sambueza maakte het doelpunt voor Club América. In januari 2023 keerde Guzmán terug bij Guadalajara. Zijn oude club Pachuca huurde hem in juli 2025.

## Clubstatistieken
| Seizoen | Club        | Competitie | Competitie | Competitie | Beker | Beker | Internationaal | Internationaal | Totaal | Totaal |
| Seizoen | Club        | Competitie | Wed.       | Dlp.       | Wed.  | Dlp.  | Wed.           | Dlp.           | Wed.   | Dlp.   |
| ------- | ----------- | ---------- | ---------- | ---------- | ----- | ----- | -------------- | -------------- | ------ | ------ |
| 2015/16 | Pachuca     | Liga MX    | 21         | 2          | 13    | 2     | —              | —              | 34     | 4      |
| 2016/17 | Pachuca     | Liga MX    | 33         | 3          | 0     | 0     | 8              | 2              | 41     | 5      |
| 2017/18 | Pachuca     | Liga MX    | 20         | 9          | 6     | 3     | 2              | 1              | 28     | 13     |
| 2018/19 | Pachuca     | Liga MX    | 35         | 13         | 5     | 0     | —              | —              | 40     | 13     |
| 2019/20 | Pachuca     | Liga MX    | 18         | 6          | 1     | 0     | —              | —              | 17     | 6      |
| 2020/21 | Pachuca     | Liga MX    | 26         | 5          | 0     | 0     | —              | —              | 26     | 5      |
| 2021/22 | Pachuca     | Liga MX    | 40         | 9          | 0     | 0     | —              | —              | 40     | 9      |
| 2022/23 | Pachuca     | Liga MX    | 19         | 2          | 0     | 0     | —              | —              | 19     | 2      |
| 2022/23 | Guadalajara | Liga MX    | 21         | 8          | 0     | 0     | —              | —              | 21     | 8      |
| 2023/24 | Guadalajara | Liga MX    | 32         | 7          | 0     | 0     | 5              | 0              | 37     | 7      |
| 2024/25 | Guadalajara | Liga MX    | 18         | 2          | 0     | 0     | —              | —              | 18     | 2      |
| 2025/26 | → Pachuca   | Liga MX    | 0          | 0          | 0     | 0     | 1              | 0              | 1      | 0      |
| Totaal  | Totaal      | Totaal     | 283        | 65         | 25    | 5     | 16             | 3              | 324    | 73     |

Bijgewerkt op 3 juli 2025.

## Interlandcarrière
Guzmán maakte op 7 september 2018 zijn debuut in het Mexicaans voetbalelftal , toen met 1–4 verloren werd van Uruguay. Raúl Jiménez scoorde voor Mexico en de tegentreffers kwamen van José María Giménez, Luis Suárez (tweemaal) en Gastón Pereiro. Guzmán begon als wisselspeler aan het duel, maar mocht van bondscoach Ricardo Ferretti na zestig minuten speeltijd invallen voor Erick Gutiérrez. De andere debutanten in dit duel waren Jesús Angulo (Santos Laguna), Roberto Alvarado (Cruz Azul) en Diego Lainez (Club América). Tijdens zijn derde interland kwam hij voor het eerst tot scoren, tegen Costa Rica. Guzmán maakte na drieëndertig minuten de gelijkmaker na de openingstreffer van Joel Campbell. Bryan Ruiz zette Costa Rica uit een strafschop alsnog op voorsprong, maar door doelpunten van Henry Martín en Raúl Jiménez won Mexico met 3–2.
| Interlands van Víctor Guzmán voor Mexico | Interlands van Víctor Guzmán voor Mexico | Interlands van Víctor Guzmán voor Mexico | Interlands van Víctor Guzmán voor Mexico | Interlands van Víctor Guzmán voor Mexico | Interlands van Víctor Guzmán voor Mexico | Interlands van Víctor Guzmán voor Mexico |
| №                                        | Datum                                    | Wedstrijd                                | Uitslag                                  | Competitie                               | Goals                                    |                                          |
| Als speler bij Pachuca                   | Als speler bij Pachuca                   | Als speler bij Pachuca                   | Als speler bij Pachuca                   | Als speler bij Pachuca                   | Als speler bij Pachuca                   | Als speler bij Pachuca                   |
| ---------------------------------------- | ---------------------------------------- | ---------------------------------------- | ---------------------------------------- | ---------------------------------------- | ---------------------------------------- | ---------------------------------------- |
| 1                                        | 7 september 2018                         | Mexico – Uruguay                         | 1 – 4                                    | Vriendschappelijk                        |                                          |                                          |
| 2                                        | 11 september 2018                        | Verenigde Staten – Mexico                | 1 – 0                                    | Vriendschappelijk                        |                                          |                                          |
| 3                                        | 11 oktober 2018                          | Mexico – Costa Rica                      | 3 – 2                                    | Vriendschappelijk                        | 33'                                      |                                          |
| 4                                        | 16 november 2018                         | Argentinië – Mexico                      | 2 – 0                                    | Vriendschappelijk                        |                                          |                                          |
| 5                                        | 20 november 2018                         | Argentinië – Mexico                      | 2 – 0                                    | Vriendschappelijk                        |                                          |                                          |
| 6                                        | 26 maart 2019                            | Mexico – Paraguay                        | 4 – 2                                    | Vriendschappelijk                        |                                          |                                          |

Bijgewerkt op 3 juli 2025.